# Eucalyptus jacksonii
Eucalyptus jacksonii é uma espécie de árvore alta endêmica do sudoeste da Austrália Ocidental e está entre as mais altas do estado. Possui casca grossa, áspera, fibrosa e avermelhada, que se estende desde a base do tronco até os galhos mais finos, folhas adultas ovais a lanceoladas, gomos florais em grupos de sete, flores brancas e frutos em forma de cápsula esférica reduzida.

## Descrição
Eucalyptus jacksonii é uma árvore que geralmente atinge de 8 a 45 metros de altura, com casca grossa, áspera, fibrosa e sulcada, de cor cinza-marrom ou vermelho-marrom. Em árvores muito antigas e fortemente sustentadas por contrafortes, a circunferência da base pode chegar a 24 metros. Embora algumas fontes mencionem alturas de até 75 metros, a árvore viva mais alta conhecida tem 52 metros. A copa é densa e compacta, formando uma estrutura robusta. Plantas jovens e rebentos de talhadia têm folhas amplamente ovais, verde-escuras na face superior e mais claras abaixo, com 120 a 170 mm de comprimento e 60 a 100 mm de largura. As folhas adultas são alternadas, verde-escuras acima e pálidas abaixo, ovais a lanceoladas, com 60 a 95 mm de comprimento e 12 a 25 mm de largura, sustentadas por um pecíolo de 10 a 20 mm. Os gomos florais surgem nas axilas das folhas em grupos de sete, sobre um pedúnculo não ramificado de 8 a 12 mm, com cada gomo em um pedicelo de 4 a 6 mm. Os gomos maduros são ovais alongados, com 7 a 8 mm de comprimento e 4 a 5 mm de largura, cobertos por uma caliptra cônica. A floração ocorre entre janeiro e março, com flores brancas. O fruto é uma cápsula lenhosa, esférica reduzida, com 8 a 11 mm de comprimento e 7 a 10 mm de largura, em um pedicelo de 2 a 6 mm, com válvulas internas abaixo da borda.
As árvores frequentemente têm sistemas radiculares rasos e desenvolvem uma base reforçada por contrafortes.
O cerne da madeira é rosa-escuro a marrom-avermelhado, com densidade de madeira verde de cerca de 960 kg/m³ e densidade ao ar seco de aproximadamente 770 kg/m³.
Um exemplar famoso, conhecido em inglês como "Giant Tingle Tree", é uma atração turística no Parque Nacional Walpole-Nornalup [en], perto de Walpole [en]. Sua base, oca devido a um incêndio, é considerada a de maior circunferência entre os eucaliptos vivos.
O Eucalyptus jacksonii é frequentemente comparado às outras duas espécies: o Eucalyptus guilfoylei [en] e o Eucalyptus brevistylis [en], que são menores. Está mais relacionado ao Eucalyptus brevistylis, ambos pertencentes ao subgênero Eucalyptus.
O E. jacksonii geralmente vive cerca de 70 anos, enquanto o Eucalyptus guilfoylei e o Eucalyptus brevistylis podem alcançar até 400 anos.

## Taxonomia e nomeação
A espécie foi descrita pela primeira vez pelo botânico Joseph Henry Maiden em 1914, no Journal and Proceedings of the Royal Society of New South Wales. O nome Eucalyptus jacksonii homenageia Sidney William Jackson [en], naturalista e ornitólogo australiano, que coletou os espécimes utilizados por Maiden perto do "Deep River", Enseada de Nornalup [en], e do "Bow River", Enseada de Irwin [en].

## Distribuição e habitat
A distribuição da espécie diminuiu devido às mudanças climáticas e ao desmatamento. Hoje, é encontrada principalmente no Parque Nacional Walpole-Nornalup e em alguns locais isolados fora do parque, na região de Walpole, na junção das regiões Sudoeste e Grande Sul [en], ao longo da costa sul da Austrália Ocidental. Cresce em encostas e vales, em solos argilosos.
Frequentemente, coexiste com Eucalyptus marginata, Eucalyptus diversicolor e Corymbia calophylla, além de Eucalyptus guilfoylei e Eucalyptus brevistylis, sendo dominante nas áreas onde ocorre.

## Ecologia
O Eucalyptus jacksonii é considerado um dos seis gigantes florestais da Austrália Ocidental, ao lado de Corymbia calophylla, Eucalyptus diversicolor, Eucalyptus gomphocephala [en], Eucalyptus marginata e Eucalyptus patens [en].
A espécie é classificada como quase ameaçada pela União Internacional para a Conservação da Natureza (IUCN) em 2019. Estima-se que haja entre 22.200 e 42.000 indivíduos maduros, com uma área de ocupação de 112 km² e uma extensão de ocorrência de 445 km². A população é estável, mas severamente fragmentada.

### Galeria

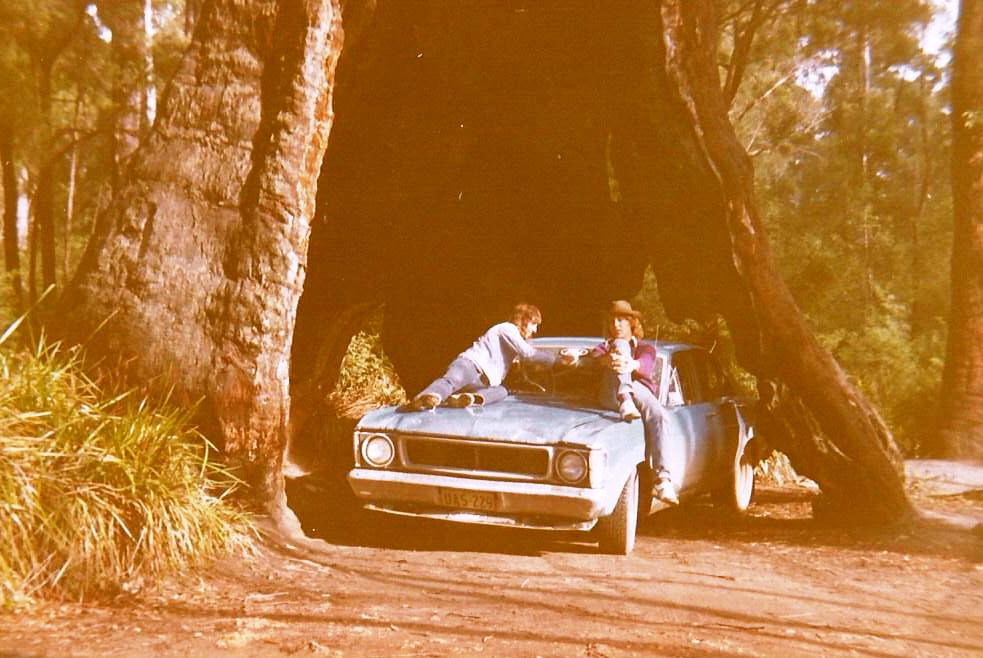
Vale dos Gigantes, Walpole, maio de 1977
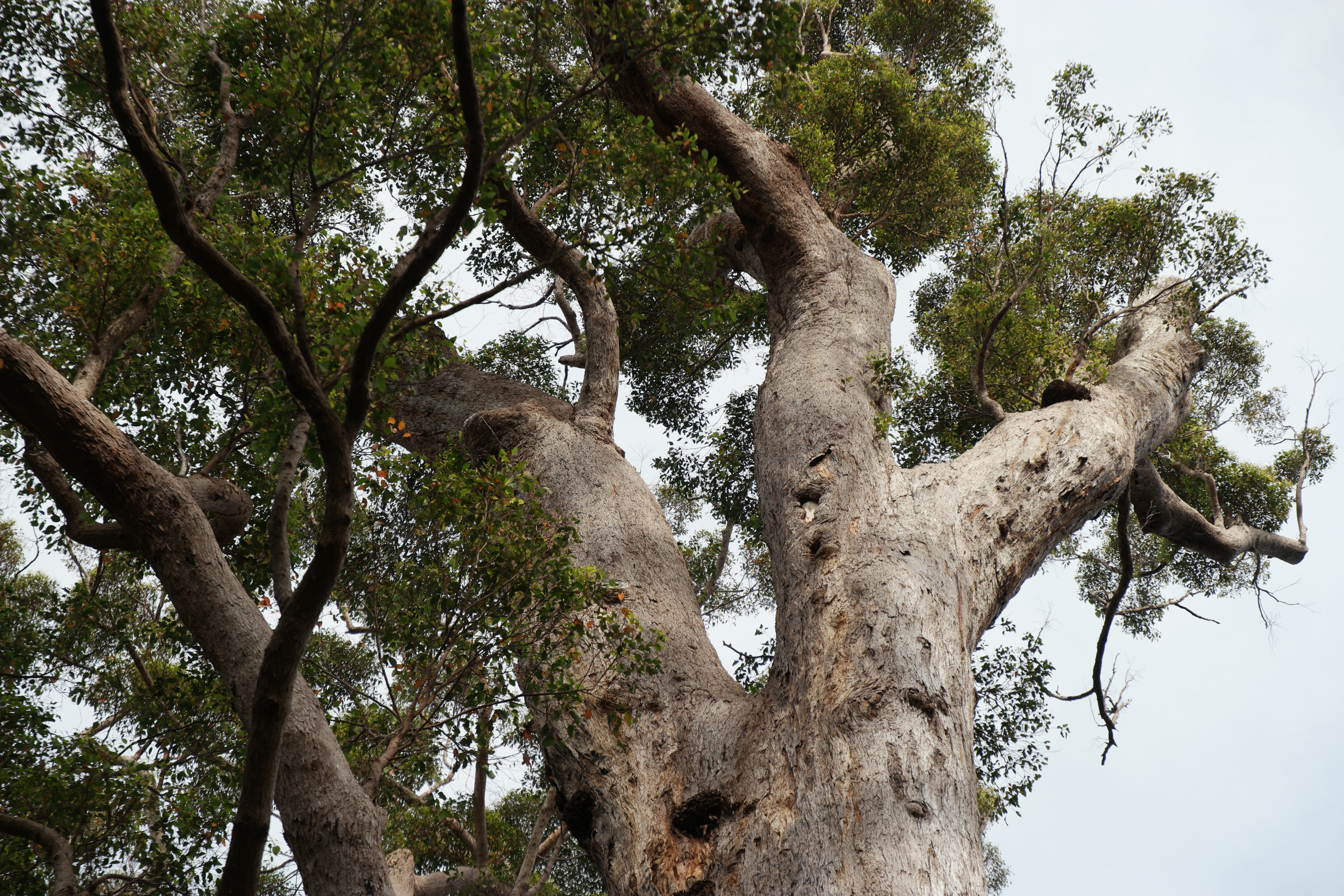
Copa de um Eucalyptus jacksonii no Parque Nacional Walpole-Nornalup
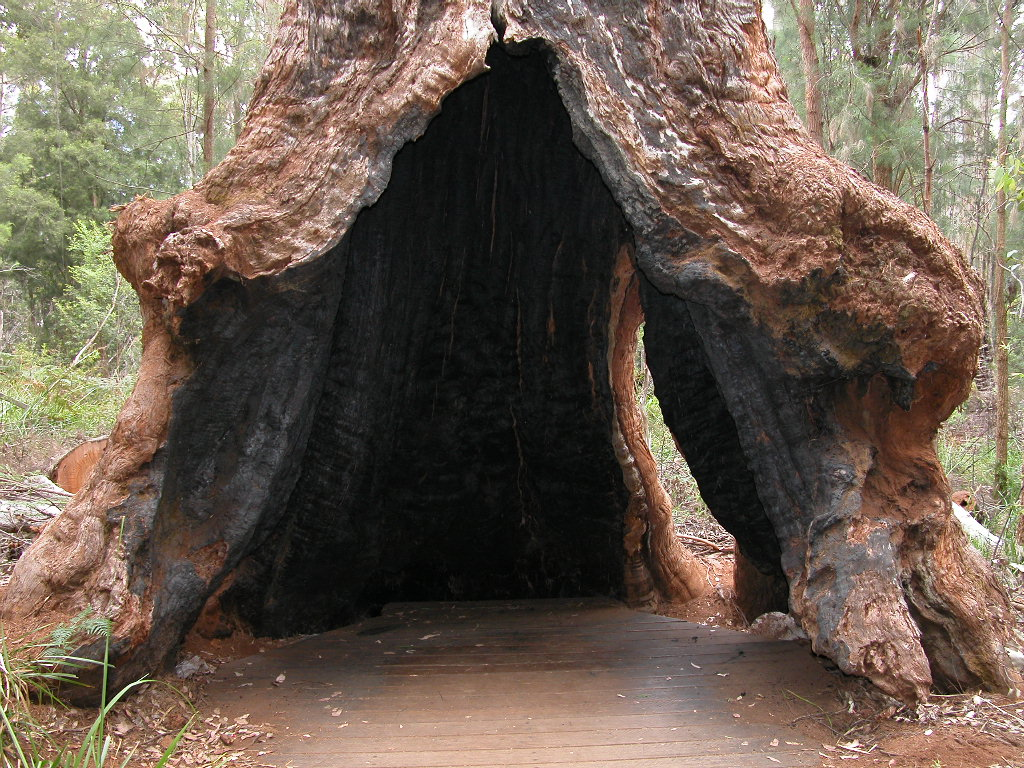
Base reforçada e queimada de um Eucalyptus jacksonii no Vale dos Gigantes
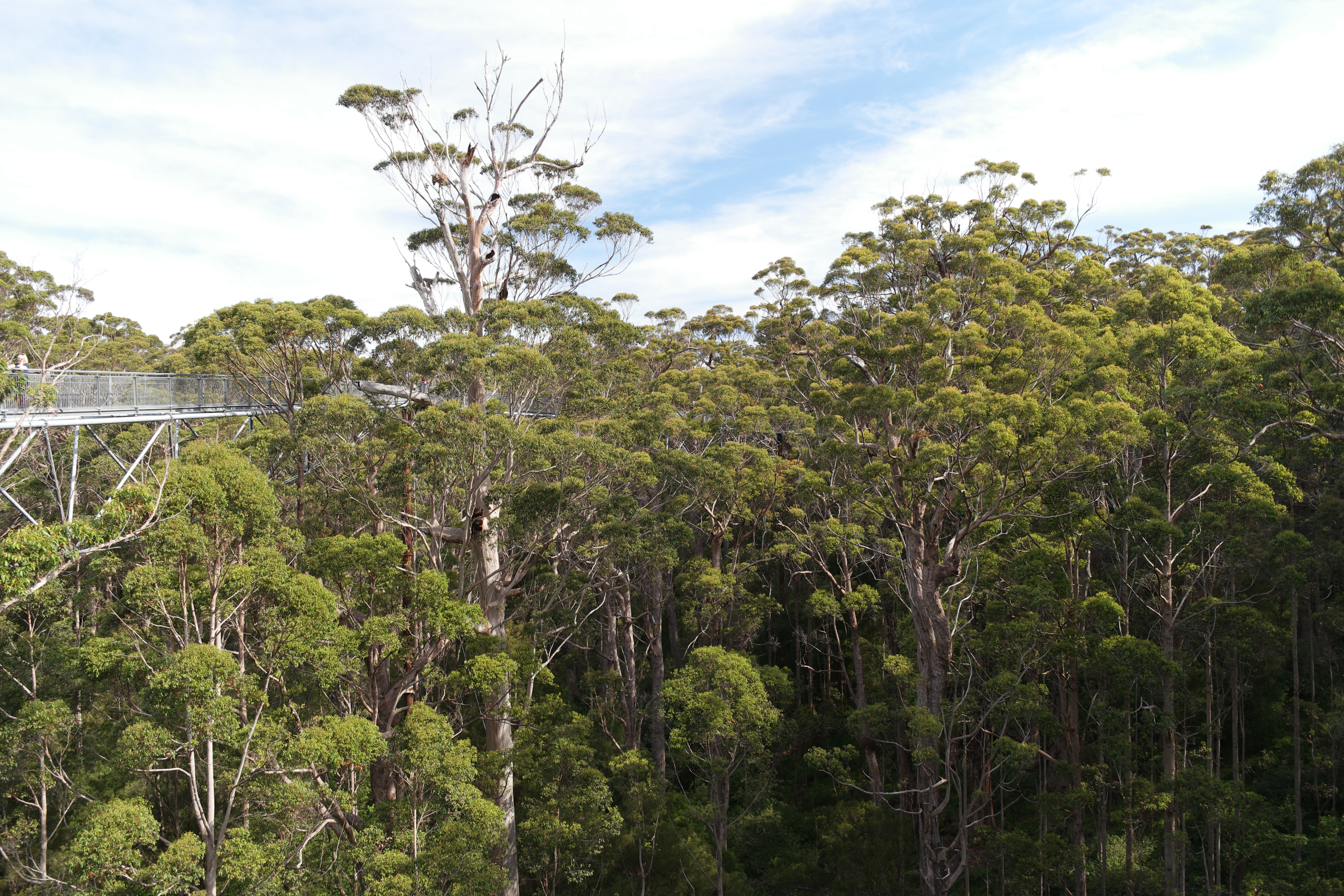
Vale dos Gigantes, Parque Nacional Walpole-Nornalup, com floresta de Eucalyptus jacksonii
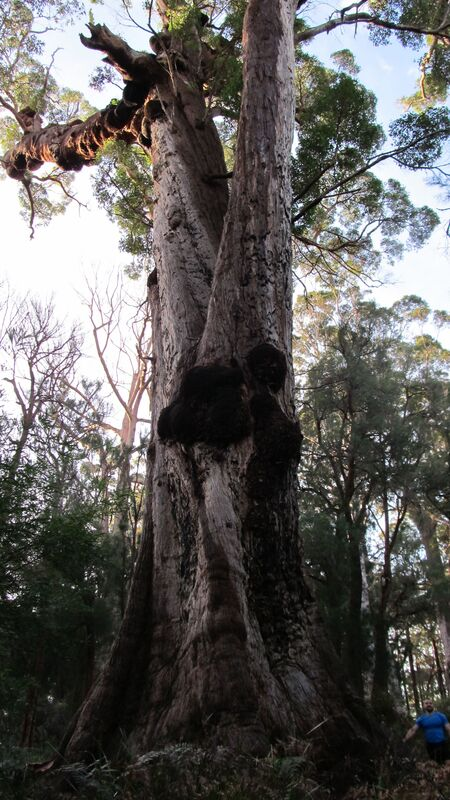
Old Rusty, o maior Eucalyptus jacksonii em volume de madeira
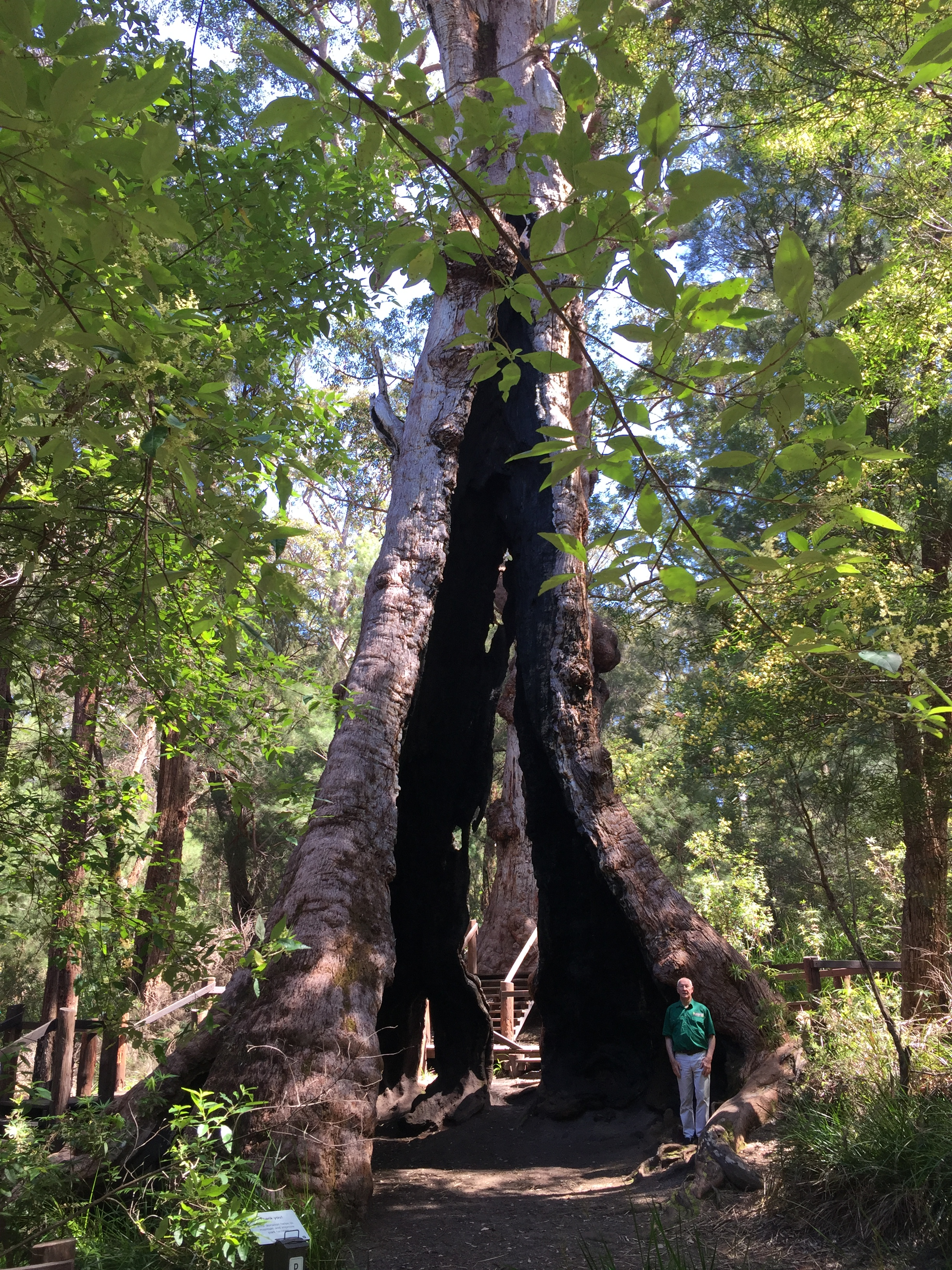
Hollow Trunk, o Eucalyptus jacksonii de maior circunferência e volume restaurado